# Val de' Varri
La val de' Varri è una valle dell'Appennino centrale situata tra i comuni di Pescorocchiano (RI) e Sante Marie (AQ), tra Lazio e Abruzzo. Le omonime grotte situate nel Cicolano sono state incluse tra i siti di interesse comunitario del Lazio.

## Descrizione
La valle di origine tettonica è situata nell'Appennino centrale tra il versante orientale del Lazio e quello occidentale abruzzese, nei territori comunali di Pescorocchiano (RI) e Sante Marie (AQ). Lunga circa 12 chilometri è dominata dal gruppo montuoso dei monti Val de' Varri, Faito e San Nicola, appartenenti alla catena dei monti Carseolani fra Cicolano e Marsica. Il fondovalle in parte è attraversato dal torrente Rio Varri che dopo una cascata di circa 20 metri precipita nell'inghiottitoio situato a mezza costa sul versante meridionale del monte Sant'Angelo. La risorgenza si trova in località Civitella di Nesce, dopodiché il torrente confluisce attraverso il fosso Laoleana nel fiume Salto in alta valle del Salto.

## Origini del nome
L'origine del nome è incerta, tuttavia la tradizione orale collega il toponimo "Varri" a un antico popolo di barbari o al nome dialettale dei frutti delle querce, alberi ampiamente diffusi nel territorio.
Il termine "Barri" è sicuramente relativo al nome medievale dato al luogo, come è riportato nei documenti storici ed ecclesiastici.

## Storia
Una leggenda riporta che la valle ebbe origine grazie al paladino Rinaldo che brandendo la spada Fusberta respinse i Saraceni provocando il taglio della montagna. Di certo la val de' Varri è stata fin dall'epoca italica un luogo di transito tra la Sabina e il lago Fucino. In epoca romana, insieme alla convalle Macina, ha rappresentato una via di comunicazione tra le città antiche di Reate, Nersae, la zona del Cicolano, attraverso il valico della Portella, e l'originario tracciato della via Valeria che collegò Roma a Carsioli, Alba Fucens e Ostia Aterni. Un acquedotto romano servì la città e le terme di Nersae, nei pressi della contemporanea località di Civitella di Nesce, con la fonte d'Acera.
La tradizione orale vuole che in questi luoghi soggiornò durante il VI secolo san Leonardo abate da cui prese il nome il vicino eremo, situato nell'alta valle del Salto. Durante il medioevo il monachesimo condizionò positivamente le condizioni sociali ed economiche della popolazione locale. Tra il X e l'XI secolo i conti dei Marsi, signori delle contee marsicane, favorirono e rafforzarono l'incastellamento del feudo di Varri con l'edificazione dei presidi militari posti in comunicazione visiva tra di loro, come nel caso dei castelli arroccati di Varri e di Castelvecchio. Come riportato dal Regestum farfense di Gregorio da Catino le pertinenze di Varri passarono sotto il controllo dell'abbazia di Farfa, mentre con il successivo Catalogo dei Baroni lo stesso castello detto di "Bari" o "Barri" risultò tra i possedimenti di Gentile Vetulo, insieme al castello di Pescorocchiano (Castrum Pescli). 
Il monastero di San Giovanni in Barri, retto agli inizi del XIII secolo dalle monache clarisse, ospitò durante la seconda metà del Duecento negli ultimi anni della sua esistenza Tommaso da Celano, il primo biografo di san Francesco d'Assisi. Fin dal periodo medievale e per lunghi secoli la transumanza verso il tratturo Celano-Foggia favorì gli spostamenti stagionali dei pastori della valle del Salto e del Cicolano per motivi economici. Nel 1469 i feudi di Valle de Varris e di Luppa, insieme ad alcuni possedimenti di Carsoli e Tagliacozzo, appartennero alla famiglia nobile romana dei De Leoni e ai Colonna. Alla fine del XV secolo, forse a causa di un forte terremoto, l'antico insediamento situato a nord del Colle della Rimessola fu abbandonato. L'epoca contemporanea fu caratterizzata dal brigantaggio pre e post unitario, mentre val de' Varri appartenne negli ultimi anni del feudalesimo alla nobile famiglia abruzzese dei Coletti, già signori di Tufo, Pietrasecca e Poggio Cinolfo. Prima dell'eversione feudale l'ultimo barone fu Luigi Coletti.
Il territorio, situato a ridosso dei confini tra Stato Pontificio e Regno delle Due Sicilie, fu al centro per un lungo periodo dei tragici eventi che caratterizzarono la cosiddetta "Banda di Cartòre", un gruppo di briganti con base e nascondigli tra caverne, inghiottitoi e boschi delle montagne della Duchessa, nei pressi dell'impervio e solitario borgo medievale di Cartòre, da cui prese il nome, nel contemporaneo comune di Borgorose. Guidata da Berardino Viola la banda si oppose con violenza alla struttura politico-amministrativa del Regno d'Italia commettendo numerosi crimini contro i possidenti locali favorevoli alla causa piemontese. In questi territori come in altre province meridionali il fenomeno del brigantaggio postunitario cessò di fatto soltanto dopo la terza guerra d'indipendenza italiana e con la presa di Roma del 1870.

## Monumenti e luoghi di interesse

### Grotte di Val de' Varri
L'inghiottitoio di Val de' Varri si trova in un territorio di circa 4 ettari situato alle falde meridionali del monte Sant'Angelo nel comune laziale di Pescorocchiano. La lunghezza della principale cavità ipogea è di circa due chilometri, mentre il dislivello raggiunge gli 80 metri.
L'inghiottitoio, composto da diverse grotte, si è formato grazie ai fenomeni di erosione ed erosione inversa. La prima esplorazione delle grotte risale tra il 1928 e il 1929. Altre indagini furono effettuate a cominciare dal 1946 e nell'agosto del 1997. I numerosi frammenti ceramici e parti degli scheletri di animali sono conservati nel museo Luigi Pigorini di Roma e in parte nel museo archeologico Cicolano di Corvaro. I ritrovamenti di natura archeologica e zooarcheologica hanno permesso di attestare il passaggio in questi luoghi di pastori ed allevatori nella media età del bronzo (circa 3.500 anni fa). 
Vicino al voltone d'ingresso si trova la prima cascata del Rio Varri, poco dopo si aprono due rami: quello di sinistra e quello di destra. Internamente si trovano l'area archeologica, la sala delle gocce, il percorso speleo-escursionistico, i grandi massi, la seconda cascata, il salone delle confluenze, il salone delle colate e i tre salti del torrente Rio Varri.
Le grotte di Val de' Varri sono incluse nel siti di interesse comunitario del Lazio. Un sentiero del Club Alpino Italiano collega la grotta di Val de' Varri con l'inghiottitoio di Luppa (Sante Marie) e con le grotte di Pietrasecca (Carsoli) nella Marsica.

### I paesi

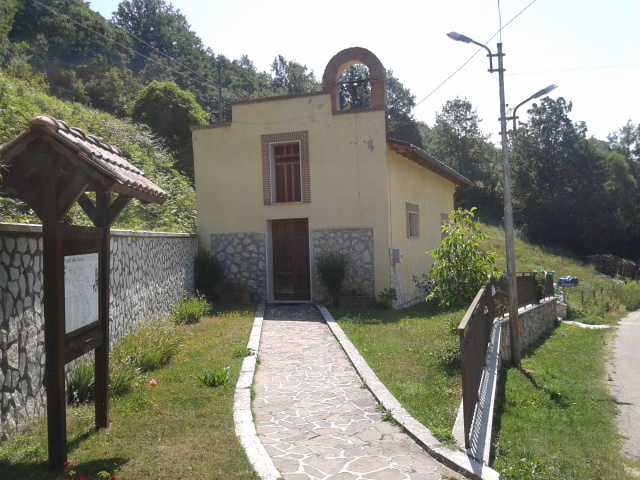
La moderna chiesetta di San Michele a Valdevarri di Sante Marie

I due piccoli paesi montani situati a mezza costa sul monte Val de' Varri, sono Val de Varri (850 m s.l.m. 45 abitanti) nel comune di Pescorocchiano, e Valdevarri (1000 m s.l.m. 66 abitanti) nel comune di Sante Marie. Sono situati al confine tra Lazio e Abruzzo.

### Monastero di San Giovanni in Barri
Tra i territori comunali di Pescorocchiano e Sante Marie si trovano i ruderi dell'abbazia medievale di Sancti Iohannis in Barri (Sancti Joannis in Barro), originariamente un monastero benedettino appartenuto alla diocesi dei Marsi e donato nell'XI secolo dai conti dei Marsi all'abbazia di Farfa. Il luogo di culto retto agli inizi del XIII secolo dalle clarisse ospitò negli ultimi anni della sua esistenza Tommaso da Celano, il primo biografo di san Francesco d'Assisi, che qui morì attorno al 1265.
La salma fu dapprima traslata nel vicino monastero di Santa Maria del Piano e dal 1516 nel convento di San Francesco a Tagliacozzo, luogo ritenuto più sicuro e idoneo a conservare le reliquie, tant'è vero che il convento di San Giovanni in Barri sarebbe stato distrutto dai Lanzichenecchi pochi mesi dopo il sacco di Roma del 1527.

### Altri monasteri
Santa Maria del PianoSecondo la tradizione religiosa la statua in terracotta policroma risalente al XVI secolo fu ritrovata presso lo scomparso monastero, situato in località Vatecaro della Chiesa, dedicato a Santa Maria del Piano. Citato nella bolla del 1188 di Papa Clemente III in cui furono stabiliti i confini della diocesi dei Marsi fu abbandonato alla fine del Cinquecento. La statua sarebbe quindi stata collocata sull'altare della chiesa parrocchiale di Santa Maria delle Grazie a Sante Marie.
- Ruderi del monastero di Santa Maria Moneta[4].
- Ruderi del monastero di San Michele Arcangelo[4].
- Ruderi delle chiese scomparse di San Pietro e San Giovanni del Quadro in località Le Scalette[4].

### Siti archeologici
I resti degli insediamenti civili e religiosi di epoca preclassica, romana e medievale sono collocati a Colle Nerino e in altre località situate perlopiù a mezza costa tra i monti della val de' Varri e della convalle Macina come Le Colonnelle, Le Scalette, La Cava, Ara della Corte, Colle Cerreta, Colle della Rimessola, Casarinacci, Terra Sulico, I Periti, La Cerqua e nei pressi dei casali Cupaio, Gregorio e Zangrilli.